# Deoptilia
Deoptilia là một chi bướm đêm thuộc họ Gracillariidae.

## Các loài
- Deoptilia heptadeta  (Meyrick, 1936)
- Deoptilia syrista  (Meyrick, 1926)